# 艾氏短蛇鯖
艾氏短蛇鯖為輻鰭魚綱鱸形目鯖亞目蛇鯖科的其中一種，分布於西太平洋的新喀里多尼亞海域，棲息深度470-580公尺，本魚頭部及身體亮銀色，背部顏色較暗，背鰭硬棘20枚;背鰭軟條13枚;臀鰭硬棘2枚;臀鰭軟條12枚，體長可達30.9公分，棲息在大陸坡。

## 擴展閱讀
維基物種上的相關：艾氏短蛇鯖